# 礼称
礼称是一种没有实际法律意义，而是因习俗或礼仪而使用的称谓。特指贵族的子女或家族成员使用的头衔（对应：实质头衔）。
在某些语境中，礼称用来表示一个头衔更普遍的概念或是尊称，如先生（Mr.）、小姐（Miss）、太太或夫人（Mrs.）、女士（Ms.）、博士（Dr.）、爵士或先生（Sir）和姑娘（Madam）。

## 法国
在法国，许多头衔并非实质头衔，而是单方面通过的《法院名称》。在法国社会中，旧贵族的后嗣使用礼称是被接受的。一种常见的做法是头衔的降级，即贵族家庭的幼子虽然没有爵位，但可以拥有比家长低一些的头衔作为自己的礼称。例如，巴黎公爵的长子可能被称为巴黎侯爵，而小儿子则被称为巴黎伯爵。在拿破仑称帝和王政复辟时期，头衔降级是小儿子的法定权利，而派生头衔由男性长子继承。

## 英国
英国有一套详细的礼称制度，有爵者的长子、孙子或曾孙及继承人可以使用家长的头衔，尽管该头衔是由家长实际持有。引申而言，有爵者的子女并不一定是有爵位，但当他们拥有礼称作为头衔时，他们也会拥有对应特定的尊称（勋爵/女爵，或「尊敬的」）。根据英国法律，使用贵族礼称头衔的人仍被认为是平民，有资格当选为下议院议员，而非上议院议员。